# Септет
Септе́т (семивірш) (італ. settetto, від лат. Septem — сім) — вірш (тверда форма), що складається з семи рядків, має дві або три рими. Трьохримна форма септету, що складається з одного катрена і одного терцета, називається напівсонетом (один з рядків терцета містить одну риму з катрена).

## Історія
Найчастіше під терміном «септет» мають на увазі сонет особливого виду, що складається з одного катрена і одного терцета (половинний сонет, сонет-септет). Вперше ця варіація сонетної форми введена французьким поетом Pierre Delaudin у 1596 році, але широкого поширення не отримала. Неминучість повторення в терцеті однієї з рим катрена приводить до порушення в сонеті-септеті самих принципів структури сонета і тим самим ставить його поза справжніми сонетними формами. У російському віршуванні вживаася надзвичайно рідко.
Комбінацій римування безліч: abbabba, abccbac, aabccba і т. д. Рідкість вживання семивіршу обумовлена історично: було не прийнято так писати. Семівіршами написано «Бородіно» Лермонтова (за схемою aabcccb):
| — Скажи-ка, дядя, ведь не даром Москва, спаленная пожаром, Французу отдана? Ведь были ж схватки боевые, Да, говорят, еще какие! Недаром помнит вся Россия Про день Бородина! — М. Лермонтов |

Нестандартний септет Бродського зі схемою римування: aa bb cc d ee ff d. Кожен рядок характеризується власною наскрізний римою, де середина рядка римується з її закінченням:
| Пришёл сон из семи сёл. Пришла лень из семи деревень. Собрались лечь, да простыла печь. Окна смотрят на север. Сторожит у ручья скирда ничья, И большак развезло, хоть бери весло. Уронил подсолнух башку на стебель. — «Песня» Иосиф Бродский |

Септет з римуванням abbaacc (ababbcc) називається королівською або чосерівською строфою. Чосер першим в англійській літературі ввів поняття розмірів силабо-тонічного віршування і римування.
| Переверни страницу — дивный сад Откроется, и в нем, как будто в вазах, Старинных былей, благородных сказок, Святых преданий драгоценный клад. Сам выбирай, а я не виноват, Что мельник мелет вздор, что мажордом, Ему на зло, не уступает в том. — Чосер, «Кетерберийские рассказы», пер. И. Кашкина |